# Transmissió mecànica

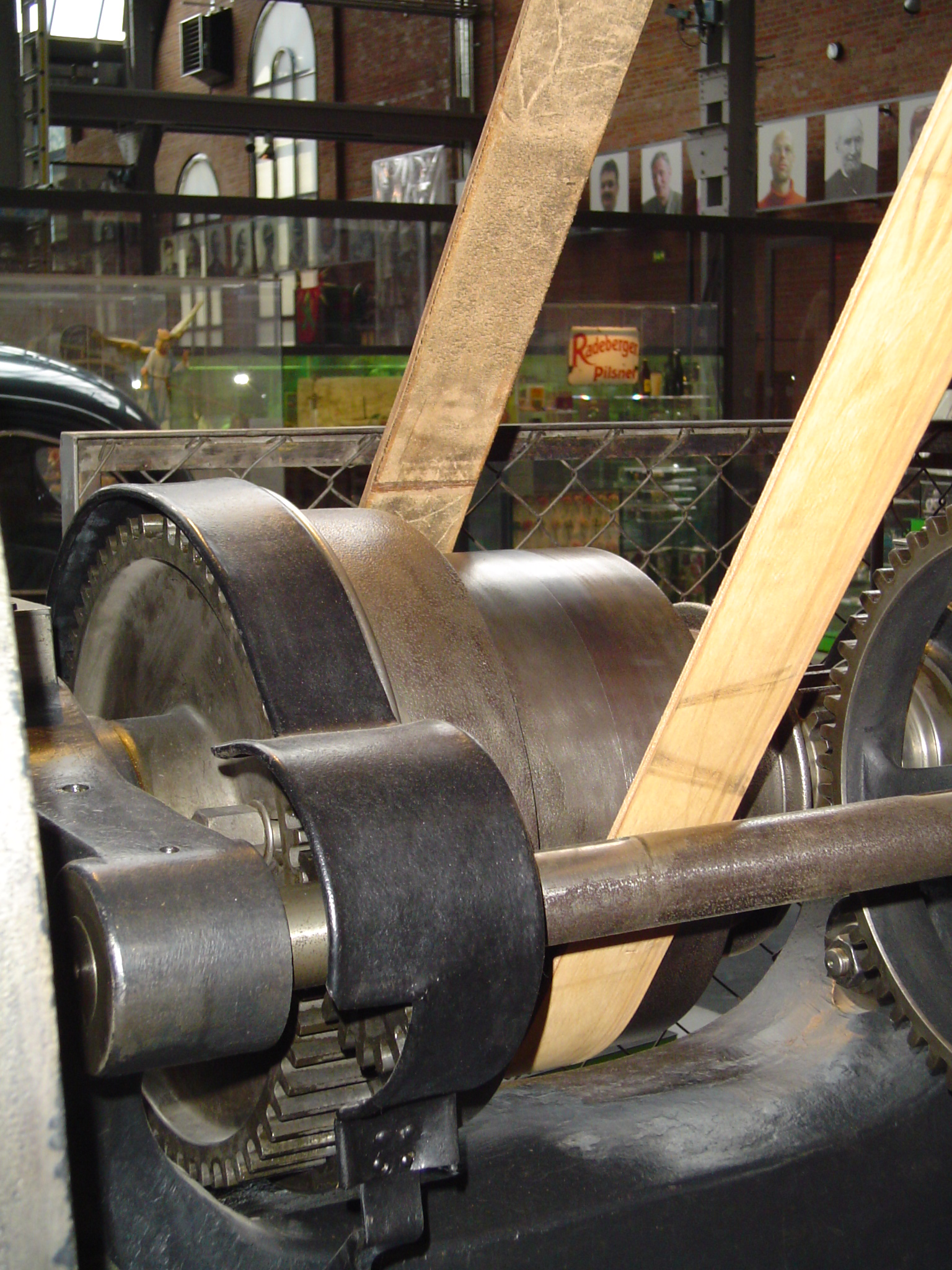
Transmissió amb corretja en una instal·lació industrial

La transmissió mecànica és un mecanisme encarregat de transmetre moviment i potència entre dos o més elements dins d'una màquina o vehicle. Són part fonamental dels elements o òrgans d'una màquina, moltes vegades classificats com un dels dos subgrups fonamentals d'aquests elements de transmissió i elements de subjecció. En la gran majoria dels casos, aquestes transmissions es realitzen amb elements giratoris, ja que la transmissió d'energia per rotació ocupa molt menys espai que la de translació.

## Tipus
Entre les formes més habituals de transmissió són:
- Amb corretja, com una corretja de distribució.[4]
- Amb cadena.[5]
- Basades en el mecanisme de biela-manovella.[6]
- Amb cascada d'engranatges.[7]
- Amb elements de fricció.[8]
- Amb arbres flexibles
- Amb elements lineals (pistons i solenoides)
- Per lleves i excèntriques.[9]
- Per rosques de potència.[10]
- Amb Cardan.[11]
- Transmissió hidràulica[12]
- Transmissió elèctrica[13]

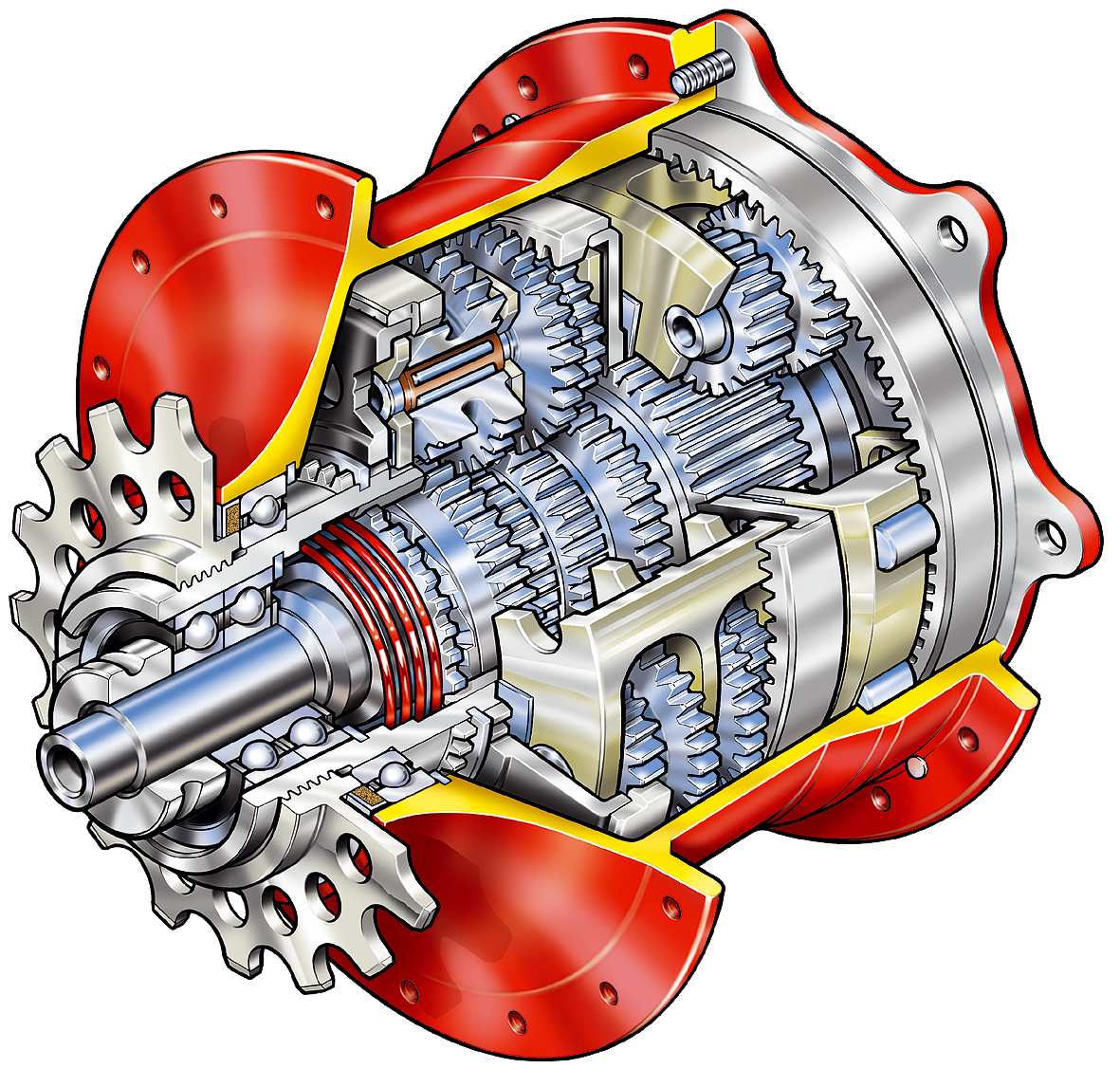
Canvi epicicloïdal d'una bicicleta (amb 14 velocitats).

Una transmissió mecànica és una forma d'intercanviar energia mecànica diferent de les transmissions pneumàtiques o hidràuliques, ja que per a exercir la seva funció usa el moviment de cossos sòlids, com són els engranatges i les corretges de transmissió.
Típicament, la transmissió canvia la velocitat de rotació d'un eix d'entrada, cosa que resulta en una velocitat de sortida diferent. En la vida diària, s'associen habitualment les transmissions amb els automòbils. Això no obstant, les transmissions s'usen en una gran varietat d'aplicacions, algunes d'estacionàries. Les transmissions primitives comprenen, per exemple, reductors i engranatges en angle recte en molins de vent o aigua i màquines de vapor, especialment per a tasques de bombament, molta o elevació (sínies).
En general, les transmissions mecàniques redueixen una rotació inadequada, d'alta velocitat i baix parell motor, de l'eix de sortida de l'impulsor primari a una velocitat més baixa amb un parell de forces més alt, o a la inversa. Molts sistemes, com les transmissions usades en els automòbils, inclouen la capacitat de seleccionar alguna de diverses relacions diferents. En aquests casos, la majoria de les relacions (anomenades usualment marxes o canvis) s'utilitzen per a reduir la velocitat de sortida del motor i incrementar el parell de gir; això no obstant, les relacions més altes poden ser sobremarxes que augmenten la velocitat de sortida.
També s'usen transmissions en equipament naval, agrícola, industrial, de construccions i de mineria. Addicionalment a les transmissions convencionals basades en engranatges, aquests dispositius solen usar transmissions hidroestàtiques i accionadors elèctrics de velocitat ajustable.

### Transmissió hidràulica

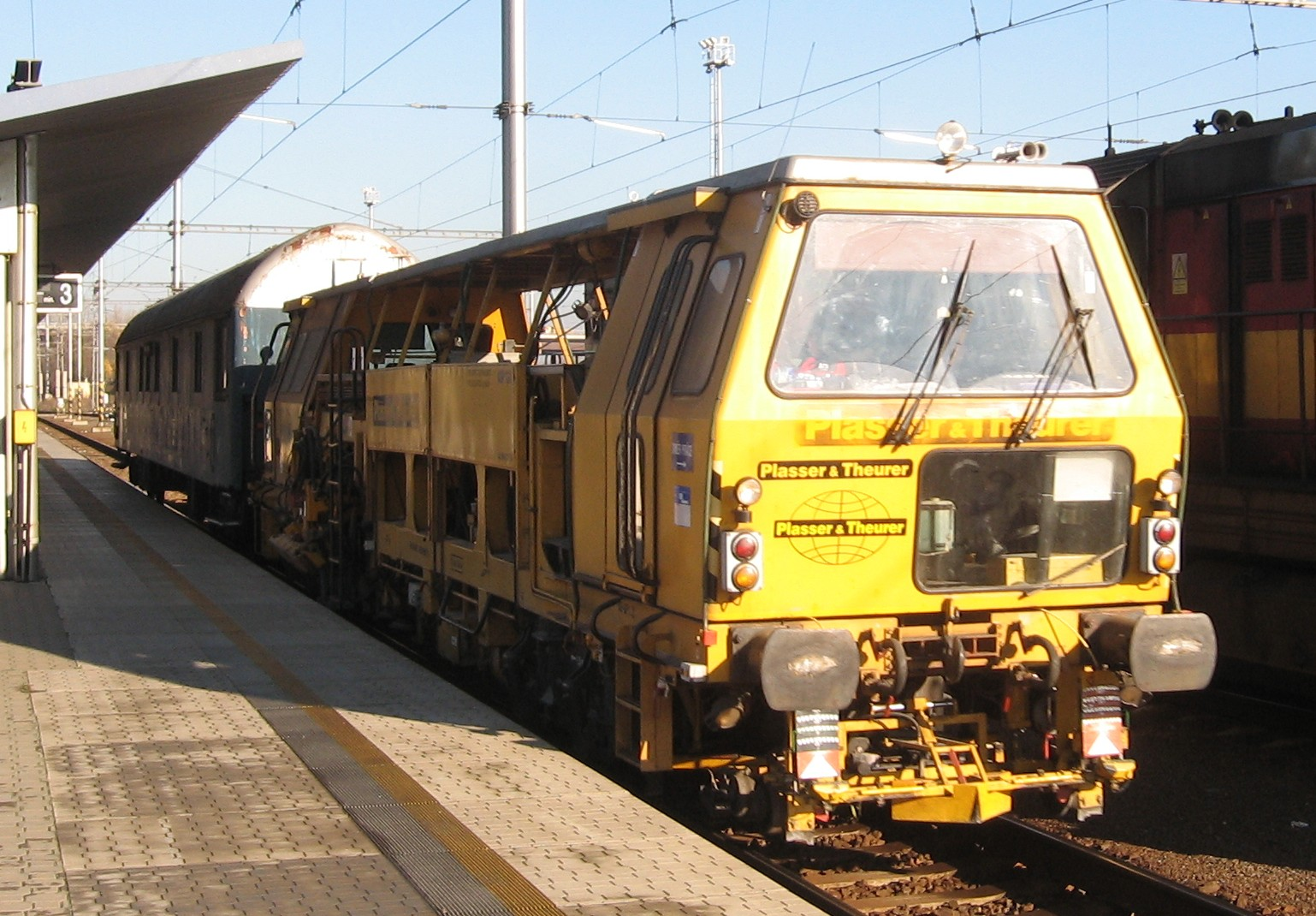
Màquina moguda per transmissió hidràulica

En una transmissió hidràulica, hi ha un circuit hidràulic compost per una bomba hidràulica, uns conductes i un motor hidràulic, que transmet el moviment des d'un motor, o un òrgan que actua com a tal, fins al lloc on cal.
És un sistema que es fa servir molt en maquinària d'obres públiques, i en vehicles pesats, ja que permet una elevada transmissió de potència amb molt poc de pes. A més, si qualsevol dels dos òrgans principals, bomba o motor, són de cabal variable, la gamma de canvi de relacions és il·limitada, amb els avantatges que això comporta pel funcionament d'aquests vehicles. A sobre, la facilitat d'absorbir els sobreesforços fa aquest tipus de transmissió molt adequada per aquesta maquinària. També s'ha de tenir en compte que amb una sola bomba es poden alimentar diversos motors, amb la facilitat que comporta, que es pot fraccionar l'esforç en diverses rodes per millorar la tracció.

### Transmissió elèctrica
Aquest és un tipus de transmissió que es fa servir molt en material ferroviari. Consta d'un generador elèctric, mogut per un motor de combustió interna, que per mitjà dels controls elèctrics, reòstats contactors, etc., actua sobre els motors acoblats sobre les rodes motrius. És el cas de les locomotores electrodièsel, en què un motor dièsel va acoblat a una dinamo, que permet controlar més bé el corrent que es fa servir per a moure els motors de corrent continu acoblats a les rodes.